# Sacred Heart (album Shakespears Sister)
Sacred Heart – debiutancki album Shakespears Sister wydany w 1989 roku przez FFRR Records. Z albumu zostało wydanych pięć singli. Sukces przyszedł dopiero po wydaniu trzeciego singla - „You're History”, który latem 1989 znalazł się na 7. miejscu brytyjskiej liście singli. Teledysk do piosenki był często pokazywany na antenie MTV Europe, a album dostał się na 9. miejsce w Wielkiej Brytanii.
Album zawiera trzynaście utworów popowo-rockowych z elementami funku i muzyki elektronicznej. Utwór „Heroine” to typowy gitarowy pop-rock, na albumie znajdują się także piosenki z elementami soulu (np.: tytułowa „Sacred Heart”, w której w chórkach wystąpił Londonbeat). Album zawiera także cover piosenki Boba Marleya „Could You Be Loved”.
Początkowo wizerunek zespołu był skoncentrowany na Siobhan Fahey, która wcześniej odeszła z odnoszącego sukcesy zespołu Bananarama. Siobhan widniała sama na okładce albumu, bez Marcelli Detroit. Podobnie było z teledyskami i okładkami singli do „Break My Heart” i „Heroine”. Jednak pisanie muzyki i tekstów, produkcja i śpiew były dzielone pomiędzy artystki a Marcella grała na gitarze w kilku piosenkach. Artystka została pokazana w późniejszych klipach do „Sacred Heart”, „You're History”, „Dirty Mind” i „Run Silent” (na albumie utwór ten był zatytułowany „Run Silent, Run Deep”) oraz na okładkach do ostatnich trzech wymienionych singli.
Sacred Heart było współprodukowane przez Richarda Feldmana (Milla Jovovich, Belinda Carlisle), przyjaciela ówczesnego męża Siobhan Dave’a Stewarta. Jimmy Iovine współprodukował największy hit z albumu „You're History”.

## Lista utworów
1. „Heroine” (Fahey/Feldman)
2. „Run Silent” (Fahey/Detroit/Feldman)
3. „Dirty Mind” (Fahey/Feldman)
4. „Sacred Heart” (Fahey/Detroit/Feldman)
5. „Heaven is in Your Arms” (Fahey/Detroit/Feldman)
6. „Twist the Knife” (Fahey/Detroit/Feldman)
7. „You're History” (Fahey/Detroit/Feldman/Seymour)
8. „Break My Heart” (Fahey/Detroit/Feldman)
9. „Red Rocket” (Fahey/Detroit/Feldman)
10. „Electric Moon” (Fahey/Feldman)
11. „Primitive Love” (Fahey)
12. „Could You Be Loved” (Bob Marley)
13. „You Made Me Come to This” (Fahey/Detroit/Feldman)

## Single
- „Break My Heart”
- „Heroine”
- „You're History”
- „Run Silent”
- „Dirty Mind"